# Hesja-Homburg

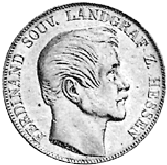
Moneta z wizerunkiem ostatniego landgrafa Hesji-Homburg – Ferdynanda

Landgrafostwo Hesji-Homburga (niem. Landgrafschaft Hessen-Homburg) potocznie Hesja-Homburg – historyczne państwo niemieckie powstałe w 1622 roku, w wyniku podziału między synów ziem Hesji-Darmstadt, po śmierci Jerzego I Pobożnego. Do 1668 r. nie stanowiła odrębnego bytu politycznego. Dopiero po tym roku Hesja-Homburg stała się oddzielnym księstwem Świętego Cesarstwa Rzymskiego. W latach 1817–1866 kraj Związku Niemieckiego.

## Historia
W 1806 roku państwowo zostało włączone do Hesji-Darmstadt. Restaurowane zostało jednak już w 1815 roku na mocy decyzji kongresu wiedeńskiego. Hesja otrzymała również powiat Meisenheim po lewej stronie Renu. 7 lipca 1817 roku stała się krajem Związku Niemieckiego.
W 1866 roku, po śmierci landgrafa Ferdynanda, ostatniego z tej linii dynastii heskiej, ziemie księstwa zostały rozdzielone pomiędzy Wielkie Księstwo Hesji-Darmstadt (otrzymały główny rdzeń państwa z Homburgiem) a Królestwo Prus (otrzymało eksklawę Meisenheim).